# Extranjera On Tour
Extranjera On Tour es la primera gira musical de la cantante mexicana Dulce María en apoyo a su primer material discográfico Extranjera. El tour inicia el 15 de abril de 2011 en Puebla, y finaliza el 9 de diciembre de 2012 en São Paulo, con un total de 34 presentaciones.

## Repertorio Extranjera On Tour

### Extranjera On Tour 2011
1. Intro
2. "Luna"
3. "Irremediablemente"
4. "Vacaciones"
5. "No Se Parece"
6. Medley 1:
  1. Déjame Ser
  2. Más tuya que mía
  3. Lágrimas perdidas
7. "Extranjera"
8. "24/7"
9. "El Verano"
10. Medley 2:
  1. "Inalcanzable"
  2. "Aun Hay Algo"
  3. "Solo quédate en Silencio"
11. "Pensando en ti"
12. "Quiero Poder"
13. "Te Daria todo"
14. "Quien Serás"
15. "Ingenua"
16. Medley 3:
  1. "Tenerte y Quererte"
  2. "Otro día que va"
  3. "Me Voy"
  4. "Celestial"
17. "No Pares"
18. "Inevitable"
19. "Ya No"

### Extranjera On Tour 2012
1. Intro
2. Luna
3. ¿Quién Serás?
4. Vacaciones
5. Dicen
6. Medley 1: 
  1. Inalcanzable
  2. Aun Hay Algo
  3. Solo Quédate en Silencio
7. 24/7
8. Pensando en Ti
9. Sé Como Duele
10. Reloj de Arena
11. Te Daria Todo
12. Ingenua
13. Medley 2: 
  1. Déjame Ser
  2. Más Tuya Que Mía
  3. Lágrimas Perdidas
14. Quiero Poder
15. Medley 3: 
  1. Tenerte Y Quererte
  2. Otro Día Que Va
  3. Me Voy
  4. Celestial
16. No Pares
17. Inevitable
18. Es Un Drama
19. Lo Intentaré
20. Ya No

## Fechas
| Data                     | Ciudad           | País           | Local                                     | Tipo / Observación                             |
| ------------------------ | ---------------- | -------------- | ----------------------------------------- | ---------------------------------------------- |
| Extranjera On Tour       |                  |                |                                           |                                                |
| América del Norte        |                  |                |                                           |                                                |
| 15 de abril de 2011      | Puebla           | México         | Bulldog Cafe                              | Inicio del Tour.                               |
| 16 de abril de 2011      | Tampico          | México         | Centro de convenciones de Tampico         | Fiestas de abril                               |
| 27 de abril de 2011      | Jerez            | México         | Teatro del pueblo                         | Feria de primavera                             |
| América del Sur          |                  |                |                                           |                                                |
| 21 de mayo de 2011       | Bogotá           | Colombia       | Plaza de Eventos del Parque Simón Bolívar | Evento 40                                      |
| 25 de mayo de 2011       | Fortaleza        | Brasil         | Siará Hall                                |                                                |
| 26 de mayo de 2011       | Belo Horizonte   | Brasil         | Music Hall                                |                                                |
| 28 de mayo de 2011       | Porto Alegre     | Brasil         | Opinião                                   |                                                |
| 29 de mayo de 2011       | Río de Janeiro   | Brasil         | Vivo Rio                                  |                                                |
| 30 de mayo de 2011       | São Paulo        | Brasil         | Via Funchal                               |                                                |
| 4 de junio de 2011       | Buenos Aires     | Argentina      | Teatro Coliseo                            |                                                |
| 5 de junio de 2011       | Córdoba          | Argentina      | City Multiespacio Patio Olmos             |                                                |
| 22 de junio de 2011      | Quito            | Ecuador        | Coliseo General Rumiñahui                 | Concierto Exa 2011                             |
| América del Norte        |                  |                |                                           |                                                |
| 25 de junio de 2011      | San Francisco    | Estados Unidos | Space 550                                 |                                                |
| 30 de junio de 2011      | Chicago          | Estados Unidos | Circuit Nightclub                         |                                                |
| 1 de julio de 2011       | Atlanta          | Estados Unidos | Chaparral Nightclub                       |                                                |
| 2 de julio de 2011       | Dallas           | Estados Unidos | Exklusive                                 |                                                |
| 3 de julio de 2011       | Los Ángeles      | Estados Unidos | Circus Nightclub                          |                                                |
| 11 de agosto de 2011     | Tetela de Ocampo | México         | Teatro del pueblo                         | Feria regional.                                |
| 13 de agosto de 2011     | Tulancingo       | México         | Teatro del pueblo                         | Expo Feria Tulancingo                          |
| 18 de agosto de 2011     | Monterrey        | México         | Club Privatt                              | EXAcústico                                     |
| 19 de agosto de 2011     | Toluca           | México         | Classico Toluca                           |                                                |
| 20 de agosto de 2011     | Zacatlán         | México         | Teatro del pueblo                         | Feria de Zacatlán                              |
| 2 de septiembre de 2011  | San Luis Potosí  | México         | Teatro del pueblo                         | FENAPO                                         |
| 9 de septiembre de 2011  | Sacramento       | Estados Unidos | Faces                                     |                                                |
| 10 de septiembre de 2011 | San Diego        | Estados Unidos | Rich's                                    |                                                |
| 11 de septiembre de 2011 | Seattle          | Estados Unidos | Neighbours                                |                                                |
| 1 de octubre de 2011     | Ciudad de México | México         | Six Flags México                          |                                                |
| América del Sur          |                  |                |                                           |                                                |
| 12 de octubre de 2011    | Buenos Aires     | Argentina      | Estadio Islas Malvinas                    | Kids Choice Awards                             |
| 12 de noviembre de 2011  | Caracas          | Venezuela      | Anfiteatro El Hatillo                     |                                                |
| América del Norte        |                  |                |                                           |                                                |
| 14 de noviembre de 2011  | Tlaxcala         | México         | Teatro del pueblo                         | Feria Tlaxcala                                 |
| 2 de febrero de 2012     | Valladolid       | México         | Teatro del pueblo                         | Expo Feria Valladolid                          |
| América del Sur          |                  |                |                                           |                                                |
| 17 de agosto de 2012     | Quito            | Ecuador        | Coliseo General Rumiñahui                 | Show acústico como parte del Tour Tierra Firme |
| 18 de agosto de 2012     | Guayaquil        | Ecuador        | Teatro de la Feria de Durán               | Show acústico en la Feria de Durán             |
| 2 de diciembre de 2012   | Maracay          | Venezuela      | Parque de Ferias San Jacinto              | Festival de Aragua                             |
| 7 de diciembre de 2012   | Brasilia         | Brasil         | Solarium Eventos                          |                                                |
| 8 de diciembre de 2012   | Río de Janeiro   | Brasil         | Scala Rio                                 |                                                |
| 9 de diciembre de 2012   | São Paulo        | Brasil         | Cine Jóia                                 |                                                |

- Fuente:[3]